# Darja Błaszko
Darja Siarhiejeuna Błaszko (ukr. Дарія Сергіївна Блашко; ur. 28 stycznia 1996 w Nowopołocku) – białoruska biathlonistka od 2019 roku reprezentująca Ukrainę, medalistka mistrzostw świata.
Pierwszy raz na arenie międzynarodowej pojawiła się w 2013 roku, startując na mistrzostwach świata juniorów w Obertilliach. Zajęła tam między innymi 35. miejsce w biegu indywidualnym. Na rozgrywanych dwa lata później mistrzostw świata juniorów w Mińsku zdobyła złote medale w sprincie i sztafecie.
W zawodach Pucharu Świata zadebiutowała 5 lutego 2016 roku w Canmore, gdzie zajęła 48. miejsce w sprincie. Pierwsze pucharowe punkty wywalczyła 5 grudnia 2019 roku w Östersund, zajmując 21. miejsce w biegu indywidualnym.
Podczas mistrzostw świata w Pokljuce w 2021 roku zdobyła brązowy medal w sztafecie.

## Osiągnięcia

### Zimowe igrzyska Olimpijskie
| Rok  | Miejscowość | Konkurencje | Konkurencje | Konkurencje | Konkurencje | Konkurencje | Konkurencje | Konkurencje |
| Rok  | Miejscowość | IN          | SP          | PU          | MS          | RL          | MR          | SR          |
| ---- | ----------- | ----------- | ----------- | ----------- | ----------- | ----------- | ----------- | ----------- |
| 2022 | Pekin       | dns.        | –           | –           | –           | –           | –           | nd.         |

### Mistrzostwa świata
| Rok  | Miejscowość | Konkurencje | Konkurencje | Konkurencje | Konkurencje | Konkurencje | Konkurencje | Konkurencje |
| Rok  | Miejscowość | IN          | SP          | PU          | MS          | RL          | MR          | SR          |
| ---- | ----------- | ----------- | ----------- | ----------- | ----------- | ----------- | ----------- | ----------- |
| 2021 | Pokljuka    | –           | 14.         | 24.         | 29.         | 3.          | –           | 4.          |
| 2023 | Oberhof     | –           | 84.         | –           | –           | 14.         | –           | –           |

### Mistrzostwa świata juniorów
| Rok  | Miejscowość      | Konkurencje | Konkurencje | Konkurencje | Konkurencje | Konkurencje | Konkurencje | Konkurencje |
| Rok  | Miejscowość      | IN          | SP          | PU          | MS          | RL          | MR          | SR          |
| ---- | ---------------- | ----------- | ----------- | ----------- | ----------- | ----------- | ----------- | ----------- |
| 2016 | Cheile Grădiştei | 34.         | 15.         | 36.         | nd.         | nd.         | nd.         | nd.         |
| 2017 | Osrblie          | 8.          | 9.          | 8.          | nd.         | 6.          | nd.         | nd.         |

### Mistrzostwa Europy
| Rok  | Miejscowość | Konkurencje | Konkurencje | Konkurencje | Konkurencje | Konkurencje | Konkurencje | Konkurencje |
| Rok  | Miejscowość | IN          | SP          | PU          | MS          | RL          | MR          | SR          |
| ---- | ----------- | ----------- | ----------- | ----------- | ----------- | ----------- | ----------- | ----------- |
| 2020 | Otepää      | nd.         | 56.         | nd.         | nd.         | nd.         | nd.         | ?.          |

### Puchar Świata

#### Miejsca w klasyfikacji generalnej
| Sezon     | Miejsce           |
| --------- | ----------------- |
| 2015/2016 | -                 |
| 2019/2020 | 60.               |
| 2020/2021 | 31.               |
| 2021/2022 | 53.               |
| 2022/2023 | niesklasyfikowana |
| 2023/2024 | niesklasyfikowana |

#### Miejsca na podium
- Błaszko nigdy nie stanęła na podium indywidualnych zawodów PŚ.